# Микела Мурджа
Микела Мурджа (на италиански: Michela Murgia; * 3 юни 1972, Кабрас, Италия; 10 август 2023, Рим, пак там) е италианска писателка, блогърка, коментаторка, драматуржка, литературна критичка, авторка на романа- бестселър „Акабадора“, носителка на наградите Кампиело, Десѝ и Супер Мондело.
Мурджа е активна католичка и феминистка и ляв глас на италианската публична сцена, говорейки по теми като евтаназията и правата на ЛГБТ гражданите. Тя е отявлена критичка на крайнодесните сили, сред които са партиите на Матео Салвини и на Джорджа Мелони.

## Биография
Микела Мурджа е родена на о-в Сардиния. На 18-годишна възраст е приета от осиновителното си семейство като filla de ànima, „дете на душата“ – традиционно осиновяване в Сардиния. За разлика от обичайната възраст между 10 и 14 години, осиновяването на Мурджа е отложено поради съпротивата на нейния биологичен баща. От 14-годишна работи.
Учи в Технологично-търговската гимназия „Лоренцо Моса“ в град Ористано, където се дипломира през 1991 г. катo бизнес специалистка. Работата ѝ като сезонна сервитьорка в пицария повлиява негативно на успеха ѝ от матурата.
Започва да следва богословие в Института за религиозни изследвания на римокатолическата архиепископия на Ористано и работи в застрахователна компания (1992), за да плаща следването си. Впоследствие заема различни длъжности: нещатна преподавателка по богословие в училищата (1993 – 1999), събирачка на данъчни задължения (1999), административна мениджърка в ТЕЦ (2000 – 2004), камериерка в хотел в Стелвио (2004), нощна портиерка (2006).
През 2006 излиза първата ѝ книга „Светът трябва да знае. Трагикомичен роман на една несигурна телефонистка“, първоначално замислена и практикувана като блог. В нея писателката сатиризира реалността на операторите за продажби по телефона в колцентъра на важна мултинационална компания, описвайки икономическата и психологическата манипулация, на която са подложени тези служители с несигурни работни места. Пиесата „Светът трябва да знае“ от Давид Емер, с Тереза Сапонанджело е взета от книгата и вдъхновява сценария за филма „Целият живот пред теб“ на Паоло Вирцѝ, с Изабела Рагонезе, Сабрина Ферили, Елио Джермано, Валерио Мастандреа и Масимо Гини.
С католическо възпитание, Мурджа е действащо лице в католическата светска асоциация Azione Cattolica като регионално лице за контакт с младежкия сектор. Тя поставя театрален спектакъл в равнината на Лорето в края на националното поклонничество на асоциацията през септември 2004 г., на което присъства и папа Йоан Павел II.
Навремето води блога Il Mio Sinis, в който описва полуостров Синис в Централно-западна Сардиния, също и със снимки. През 2007 г. с една от своите творби тя вече е сред 42-мата писатели, събрани от Джулио Анджони в „Cartas de logu: Сардински писатели в огледалото“.  
През 2008 г. публикува за изд. „Ейнауди“ „Пътуване в Сардиния. Единадесет маршрута на острова, който не се вижда“ – литературен пътеводител за по-малко известни места на острова. През 2009 г., отново за „Ейнауди“, публикува романа „Акабадора“ – история, която в Сардиния през 1950-те години преплита темите за евтаназията и за осиновяването. Романът е издаден в немски език превод през 2010 г. от издателството „Вагенбах“. През 2011 г. свободният катерач Маурицио Дзанола, с псевдоним Маноло, наименува по романа „Акабадора“ сектор за катерене на Гутуру Кардаксиус, който той открива в Сардиния с Бруно Фонезу. С творбата си Мудрджа печели раздела за художествена литература на Награда „Десѝ“ през 2009 г. Този роман също излиза на аудиокнига, с гласа на авторката, от Емонс Аудиолибри. През 2010 г. Мурджа печели Супер Мондело като част от наградата „Мондело“ и наградата „Кампиело“.
През 2011 г. публикува с изд. „Ейнауди“ бестселъра „Аве, Мери. И Църквата създаде жената“. Книгата вдъхновява италианската пънк рок група Пънкрийс за текста Santa Madonna, написан за Федец и съдържащ се в албума му от 2013 г. Sig. Brainwash.
През 2012 г., отново с изд. „Ейнауди“, Мурджа публикува романа „Срещата“, както и разказ в рамките на антологията Presente. През същата година с изд. „Каракò“ тя публикува в антологията Piciocas. Storie di ex bambine dell'Isola che c'è разказа си „Омарът“ (L'arragosta). През 2013 г. публикува за изд. „Латерца“  в сътрудничество с Лоредана Липерини памфлета срещу убийствата на жени „Убих я, защото я обичах: невярно!“. През октомври 2015 г. излиза романът ѝ „Киру“ с изд. „Ейнауди“ за менторската връзка между поколенията. През пролетта на 2016 г., отново с „Ейнауди“, тя публикува брошурата „Вътрешно бъдеще“ по темите за идентичността, властта и демокрацията. През телевизионния сезон 2016-2017 г. участва в предаването Quante Storie по италианския телевизионен канал Rai 3 с ежедневна рубрика с литературни рецензии и препоръки за книги. От 30 септември 2017 г. до 4 ноември 2017 г. е водеща на актуално-публицистичната програма Chakra в събота следобед по Rai 3.
През 2018 г. публикува литературните мемоари „Адът е добър спомен“ за изд. „Марсилио“, вдъхновени от романа „Мъглите на Авалон“ от Марион Зимър Брадли . Книгата прави паралел между о-в Сардиния и митичния Авалон от книгите на американската писателка и от легендите за крал Артур. 
Два месеца по-късно с изд. „Ейнауди“ излиза политическият ѝ памфлет „Инструкции, за да станете фашисти“ и е преведен на пет езика. В него Мурджа използва иронията и парадокса, за да предупреди сънародниците си да не се поддават на изкушението на отживелиците, стереотипите и предубежденията от фашисткото минало на Италия. Творбата ѝ спечелва ненавистта на членовете на постфашистките политически сили в Италия. 
През февруари 2019 г. сборникът ѝ с илюстрирани разкази „Ние сме буря“ е издаден от изд. „Адриано Салани“, с който през същата година Мурджа печели наградата „О-в Прочида на Артуро-Елса Моранте“ и специалното споменаване на журито на наградата „Андерсен“.
През 2019 г. в сътрудничество с Киара Таляфери публикува за изд. „Мондадори“ сборника с биографични разкази „Моргана: Истории за момичета, които майка ти не би одобрила“, взети от едноименния подкаст на платформата „Сторие Либере“, която двете авторки правят заедно от 2018 г. В книгата двете авторки представят историята на известни жени, породили разнородни реакции, като концептуалистката Марина Абрамович, дизайнерката Вивиан Уестууд, фигуристката Тоня Хардинг и др. През 2021 г. излиза втората книга от поредицата – „Моргана: Богатият мъж съм аз“, в която са представени предприемачки, артистки, спортни шампионки, жени политици, интелектуалки,  заплатили висока цена за желанието си да бъдат свободни. Трактатът се опитва да разбие все още доминиращия модел, че една жена успява само ако се обвърже за богат мъж. 
През 2019 г. Мурджа участва в антологията Le nuove Eroidi за изд. „Харпър Колинс“ с разказа си „Елена“. От септември 2019 г. до август 2020 г. води ежедневното вечерно предаване TgZero по Радио „Капитал“, заедно с Едоардо Буфони, до януари 2019 г. водена от Виторио Дзукони. 
На 7 декември 2020 г. писателката е поканена да открие с встъпителна реч премиерата на Театър „Ла Скала“ в Милано, проведена при закрити врати поради извънредната ситуация с Ковид-19 и излъчена по телевизията.
От януари 2021 г. редактира L'Antitaliana – историческата колона на сп. „Еспресо“, родена през 1980-те години и редактирана първо от Джорджо Бока, а след това от Роберто Савиано. Микела Мурджа е първата жена, подписала тази колона.
В творбата „Млъкни!" и други девет фрази, които не искаме да чуваме повече" от 2021 г. Мурджа се спира върху лингвистичните опити да се заличи постигнатото от жените, като се започне от това, че някои държат професиите да се представят само със съществително за мъжки род. Този труд става трън в очите за привържениците на настоящата италианска премиерка Джорджа Мелони, която от идването си на власт държи да бъде наричана „Министър-председател“, а не „Министър-председателка“, заради което Мурджа я критикува остро.
Последният трактат на интелектуалката е „Бог да пази куиъра“ (игра на думи от класическото пожелание „Бог да пази кралицата" заради близкото звучене на английските думи queen и queer). В него тя се опитва да обясни как успява да балансира между своята католическа вяра и своя феминистки активизъм. Мурджа въвежда и понятието „куиър семейство", което обрисува семейство, в което връзките надхвърлят отношенията в традиционното италианско семейство. Според нея едно семейство не се основава непременно на брака и не е задължително съставено от двама разнополови родители, създали две деца. Този вид семейство може да включва пет, десет души, възрастни и деца, събрали се в общ дом по различни причини. Според Мурджа този тип семейни отношения са много по-силни от отношенията, скрепени с брак.
Последният роман на Мурджа, издаден през 2023 г., е озаглавен „Три купички. Ритуали за една година на криза“. В него тя разглежда темата за радикалната промяна в живота на хората. Творбата е публикувана в момента, когато писателката разбира, че отново има рак. Всъщност на 6 май 2023 г. в интервю за в. „Кориере дела Сера“ заявява, че страда от рак на бъбреците в четвърти стадий с метастази в белите дробове, костите и мозъка и че ѝ остават няколко месеца живот. Умира в Рим на 10 август 2023 г. на 51-годишна възраст.

## Театър
През 2016 г., за продукцията на Сардинския театър Мурджа пише две пиеси, които са поставени в Театър „Масимо“ в Каляри. Едната е антиутопията в три действия – Cento, режисирана от Марко Сана с Лия Кареду, Феличе Монтервино, Изела Орчис, Леонардо Томази и Франческа Вентриля. Другата е монологът на сардински език Spadoneri, поставен и режисиран от Елио Турно Артемале. През ноември същата година в Конгресния център „Джовани XXIII“ в Бергамо е поставен сценичният прочит на нейния текст „Катерина от Сиена“, режисиран от Серена Синигаля, написан с Елена Мафиолети и изпълнен от Ариана Скоменя.
През септември 2017 г., за продукцията на Римския театър, нейният текст „Национален празник“ е включен в колективния проект „Портрет на една нация“, в който заедно с Мурджа участват и други италиански драматурзи като Виталиано Тревизан и Марко Мартинели, и е поставен с режисурата на Фабрицио Аркури и с изпълнението на Ариана Скоменя и Фонте Фантазия. През същата година спектакълът „Акабадора“, основан на едноименния ѝ роман, дебютира в Театър библиотека „Куартичоло“ в Рим, с адаптация на Карлота Коради, режисирана и продуцирана от Вероника Кручани и в Театър „Доницети“ в Бергамо в изпълненение на Моника Писеду. През същата година Мурджа прави своя дебют като актриса в Елейския театър в Нуоро в ролята на Грация Деледа в спектакъла „Почти Грация“, написан от Марчело Фоа и продуциран от Сардинския театър, режисиран от Вероника Кручани, заедно с Марко Бринци, Валентино Маниас и Лия Кареду.
От 2018 г. поставя две театрални постановки: „Инструкции, за да станете фашисти“, базиран на едноименната ѝ книга и придружени от музиката на Франциску Меда Арогала, и „Къде са жените“ – монолог за липсата на представителство на жените в институциите на политиката, културата и съдебната система.

## Политическа дейност и активизъм
През 2007 г. подкрепя кандидатурата на Марио Адинолфи на първичните избори на Демократическата партия. През септември 2010 г. тя казва в интервю за в. „Кориере дела Сера“, че желае независимостта на Сардиния. Като симпатизантка тя първо подкрепя движението iRS - Indipendentzia Repubrica de Sardigna, а по-късно и партията за независимост ProgReS - Progetu Repùblica de Sardigna. Представя се като кандидат за президент на регионалните избори в Сардиния през 2014 г. и е трета с около 10% от предпочитанията, като по този начин не получава място в Регионалния съвет.
На Изборите за европейски парламент през 2019 г. тя подкрепя Левицата – листа, която включва Италианската левица, Rifondazione Comunista, Другата Европа с Ципрас, Convergenza Socialista, Партията на юга и Transform! Италия. Листата получава 1,75% от действителните гласове и нито едно място.
Остро критикува позициите на Джорджа Мелони, твърдейки, че не е достатъчно да си жена, за да си феминистка. По-специално тя се изразява по повод искането на Мелони да бъде наричана „Премиер“ вместо „Премиерша“.

## Личен живот
Микела Мурджа е омъжена от 2010 до 2014 г. за Мануел Персико – програмист от Бергамо.
През 2016 г. тя обявява, че се е излекувала от тумор, диагностициран две години по-рано. През май 2023 г. обявява, че отново има рак, този път в четвърти стадий, и че ѝ предстоят няколко месеца живот.
На 22 юли 2023 г., след влошаване на здравословното ѝ състояние, се омъжва за 16 години по-младия от нея актьор и режисьор Лоренцо Теренци „на смъртен одър“, също като акт на осъждане на италианските законодателни недостатъци относно двойките с извънбрачно съжителство – в Италия трябва да си женен, за да може да бъдат извършени някои формалности в края на живота ти и след смъртта ти.
Мурджа има четири синове, които не са нейни биологични деца, а т. нар. „духовни деца“. Най-големият е на 35 години, а най-малкият е на 20 години. Тя има и т. нар. „куиър семейство“, съставено от хора, които тя е решила да допусне в живота си, в случая – четирите ѝ духовни деца, майката на едното от тях, и двете писателки Киара Валерио и Киара Таляфери.

## Творчество

### Художествена литература
- Il mondo deve sapere. Romanzo tragicomico di una telefonista precaria (Светът трябва да знае. Трагикомичен роман на една несигурна телефонистка), Milano, ISBN, 2006. ISBN 88-7638-044-2 [преизд. Einaudi, 2017]
- Accabadora, Torino, Einaudi, 2009. ISBN 978-88-06-19780-3
Акабадора, изд. Enthusiast, 2011. ISBN 9789542958031
- L'incontro (Срещата), Milano, Corriere della Sera, 2011. ISBN 978-88-06-21266-7 [преизд. Torino, Einaudi, 2012] Срещата
- Chirú (Киру), Torino, Einaudi, 2015. ISBN 978-88-06-20633-8
- Tre ciotole. Rituali per un anno di crisi (Три купички. Ритуали за една година на криза), Milano, Mondadori, 2023. ISBN 978-88-04-77489-1

### Публицистика
- Viaggio in Sardegna. Undici percorsi nell'isola che non si vede (Пътуване до Сардиния. Единадесет маршрута на острова, който не се  вижда), Torino, Einaudi, 2008. ISBN 978-88-06-19244-0
- Ave Mary. E la chiesa inventò la donna (Аве Мери. И Църквата измисли жената), Torino, Einaudi, 2011. ISBN 978-88-06-20134-0
- L'ho uccisa perché l'amavo (falso!) (Убих я, защото я обичах (невярно!)), с Лоредана Липерини, Roma-Bari, Laterza, 2013. ISBN 978-88-581-0730-0
- Futuro interiore (Вътрешно бъдеще), Torino, Einaudi, 2016 ISBN 978-88-58-42341-7
- Persone che devi conoscere (Хора, които трябва да познаваш), Padova, Messaggero di Sant'Antonio, 2018. ISBN 978-88-25-03959-7
- L'inferno è una buona memoria. Visioni da «Le nebbie di Avalon» di Marion Zimmer Bradley (Адът е хубав спомен. Видения от „Мъглите на Авалон" от Марион Зимър Брадли), Venezia, Marsilio, 2018. ISBN 978-88-31-72990-1
- Istruzioni per diventare fascisti (Инструкции, за да станете фашисти), Torino, Einaudi, 2018. ISBN 978-88-06-24060-8
- Noi siamo tempesta. Storie senza eroe che hanno cambiato il mondo (Ние сме буря. Истории без герои, които са променили света), Milano, Salani, 2019. ISBN 978-88-93-81774-5
- Morgana. Storie di ragazze che tua madre non approverebbe (Моргана. Истории за момичета, които майка ти не би одобрила), с Киара Таляфери, Milano, Mondadori, 2019. ISBN 978-88-04-71711-9
- Morgana. L'uomo ricco sono io (Моргана. Богатият мъж съм аз), c Киара Таляфери, Milano, Mondadori, 2021. ISBN 978-88-04-74501-3
- Stai Zitta, e altre nove frasi che non vogliamo sentire più („Млъкни!“ и още девет фрази, които не искаме да чуваме повече), Torino, Einaudi, 2021. ISBN 978-88-06-24918-2
- God Save the Queer. Catechismo femminista (Бог да пази Куиъра. Феминистки катехизис), Torino, Einaudi, 2022, ISBN 9788806259105